# Værløse Bio
Værløse Bio blev startet i 1950 af ægteparret Gunnild og Martin Jensen.
Tidligere blev der vist film på Kirke Værløse Kro, men den nye biograf med en sal og en foyer satte skub i udviklingen.
I 1984 blev biografen købt af Værløse Kommune, der forpagtede den videre til ægteparret Dorthe og Keld Petersen.
Herefter skete der en række udvidelser og moderniseringer, der resulterede i prisen: Årets Biograf i 1991, og siden er der kommet endnu en sal nr.2 og et vindfang med BioCaféen.
Det resulterede i endnu en pris: Værløse Kommunes Kulturpris som blev modtaget i 2001, der førte biografen fornemt frem til et 50-års jubilæet i 2004.
Begge sale er i de seneste år blevet gennemgående renoveret med bl.a. nye stole, lyd og lys. 
Som en af de første biografer i Danmark, fik biografen desuden installeret 3D-projektor i sal 1 i 2009, og i 2010 blev sal 2 også opgraderet til at kunne vise 3D. 
I modsætning til de store biografkæder har man i Værløse Bio valgt en løsning hvor de udleverede 3D-briller skal afleveres tilbage til personalet når forestillingen er slut. 

## Ekstern henvisning
- Værløse Bio og Café

55°47′1.09″N 12°22′20.43″Ø / 55.7836361°N 12.3723417°Ø